# Renault R24
Der Renault R24 war der Formel-1-Rennwagen von Renault für die Saison 2004. Er war Nachfolger des in der vorhergehenden Saison eingesetzten Renault R23.

## Technik
Ab der Saison 2004 verlangte das Reglement, den Motor während des gesamten Rennwochenendes nicht zu wechseln. Renault entwickelte für die Saison einen neuen 3-Liter-V10 mit 72° Bankwinkel. Er ersetzte den weniger zuverlässigen V10 aus den Jahren zuvor, der mit einem Bankwinkel von 111° breiter baute.

## Fahrer
Wie im Vorjahr waren die Fahrer der Italiener Jarno Trulli und der Spanier Fernando Alonso. Testfahrer war Franck Montagny. Nach dem 15. Rennen, dem Großen Preis von Italien, wurde Jarno Trulli durch Jacques Villeneuve für die drei letzten verbleibenden Saisonrennen ersetzt.

## Saison 2004
Die Saison 2004 schloss Renault als Dritter der Gesamtwertung ab, hinter der dominanten Scuderia Ferrari und BAR-Honda. Jarno Trulli gelang der einzige GP-Sieg der Saison in Monaco. In der Folgezeit platzierte sich Fernando Alonso dreimal unter den ersten drei; einen Sieg erzielte er nicht. Jarno Trulli wurde nach dem Großen Preis von Italien wegen mangelnder Erfolge innerhalb der letzten Rennen durch Jaques Villeneuve ersetzt, der allerdings auch keine Punkte erreichte.

## Lackierung und Sponsoring
Der R24 ist überwiegend in Hellblau und Gelb lackiert. Überdies gibt es dunkelblaue Farbakzente, beispielsweise am Frontflügel und Heckflügel. Es werben Elf, Hanjin, Michelin, Mild Seven und Telefonica dem Fahrzeug.

## Ergebnisse
| Fahrer               | Nr.                  | 1 | 2 | 3 | 4 | 5 | 6   | 7 | 8   | 9   | 10 | 11  | 12 | 13  | 14  | 15  | 16 | 17 | 18 | Punkte | Rang |
| -------------------- | -------------------- | - | - | - | - | - | --- | - | --- | --- | -- | --- | -- | --- | --- | --- | -- | -- | -- | ------ | ---- |
| Formel-1-Saison 2004 | Formel-1-Saison 2004 |   |   |   |   |   |     |   |     |     |    |     |    |     |     |     |    |    |    | 105    | 3.   |
| J. Trulli            | 7                    | 7 | 5 | 4 | 5 | 3 | 1   | 4 | DNF | 4   | 4  | DNF | 11 | DNF | 9   | 10  |    |    |    | 105    | 3.   |
| J. Villeneuve        | 7                    |   |   |   |   |   |     |   |     |     |    |     |    |     |     |     | 11 | 10 | 10 | 105    | 3.   |
| F. Alonso            | 8                    | 3 | 7 | 6 | 4 | 4 | DNF | 5 | DNF | DNF | 2  | 10  | 3  | 3   | DNF | DNF | 4  | 5  | 4  | 105    | 3.   |

| Legende  | Legende            | Legende                                                          |
| Farbe    | Abkürzung          | Bedeutung                                                        |
| -------- | ------------------ | ---------------------------------------------------------------- |
| Gold     | –                  | Sieg                                                             |
| Silber   | –                  | 2. Platz                                                         |
| Bronze   | –                  | 3. Platz                                                         |
| Grün     | –                  | Platzierung in den Punkten                                       |
| Blau     | –                  | Klassifiziert außerhalb der Punkteränge                          |
| Violett  | DNF                | Rennen nicht beendet (did not finish)                            |
| Violett  | NC                 | nicht klassifiziert (not classified)                             |
| Rot      | DNQ                | nicht qualifiziert (did not qualify)                             |
| Rot      | DNPQ               | in Vorqualifikation gescheitert (did not pre-qualify)            |
| Schwarz  | DSQ                | disqualifiziert (disqualified)                                   |
| Weiß     | DNS                | nicht am Start (did not start)                                   |
| Weiß     | WD                 | zurückgezogen (withdrawn)                                        |
| Hellblau | PO                 | nur am Training teilgenommen (practiced only)                    |
| Hellblau | TD                 | Freitags-Testfahrer (test driver)                                |
| ohne     | DNP                | nicht am Training teilgenommen (did not practice)                |
| ohne     | INJ                | verletzt oder krank (injured)                                    |
| ohne     | EX                 | ausgeschlossen (excluded)                                        |
| ohne     | DNA                | nicht erschienen (did not arrive)                                |
| ohne     | C                  | Rennen abgesagt (cancelled)                                      |
| ohne     | keine WM-Teilnahme |                                                                  |
| sonstige | P/fett             | Pole-Position                                                    |
| sonstige | 1/2/3/4/5/6/7/8    | Punktplatzierung im Sprint-/Qualifikationsrennen                 |
| sonstige | SR/kursiv          | Schnellste Rennrunde                                             |
| sonstige | *                  | nicht im Ziel, aufgrund der zurückgelegten Distanz aber gewertet |
| sonstige | ()                 | Streichresultate                                                 |
| sonstige | unterstrichen      | Führender in der Gesamtwertung                                   |